# 上伊鎮

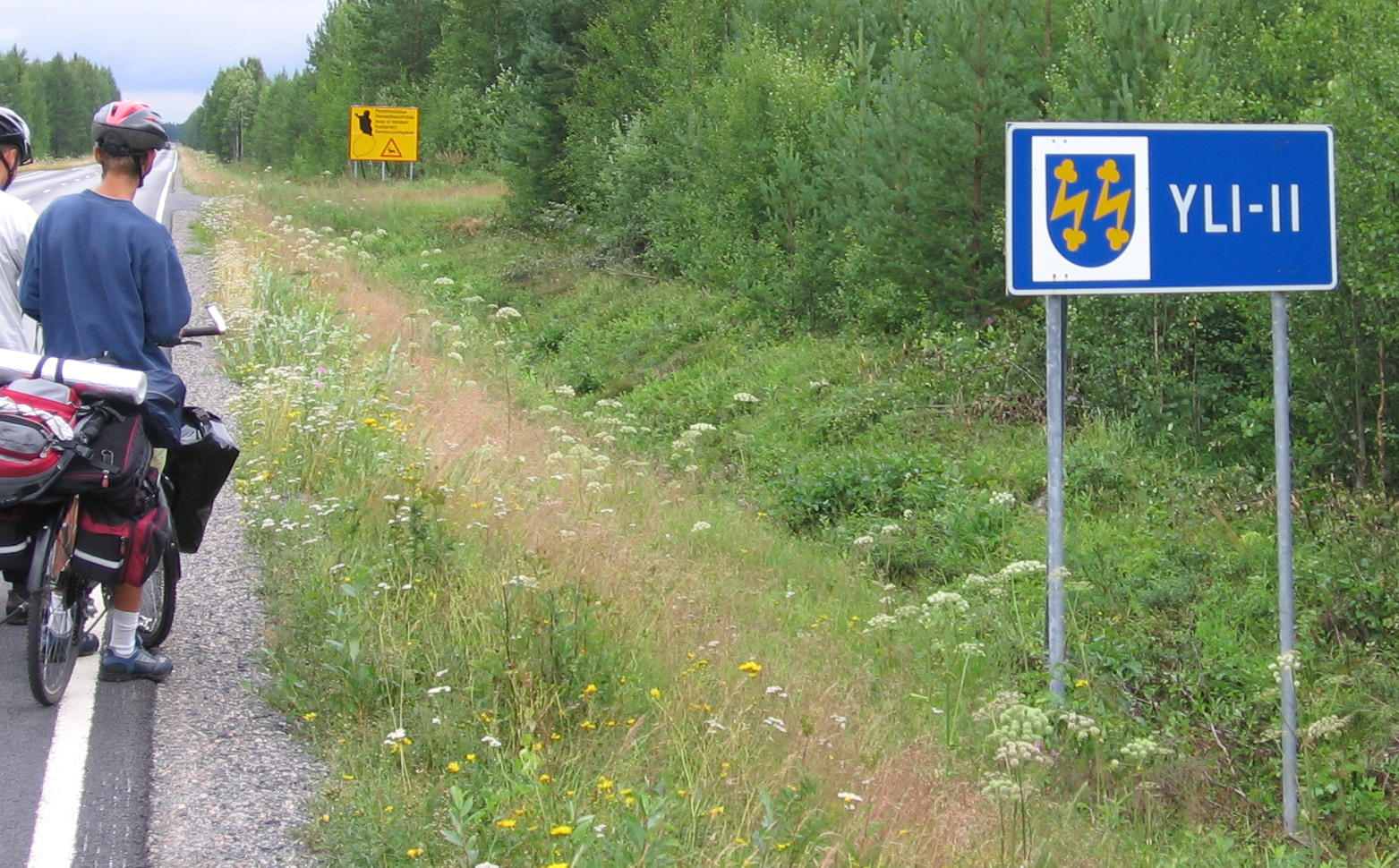
指向上伊鎮的路标

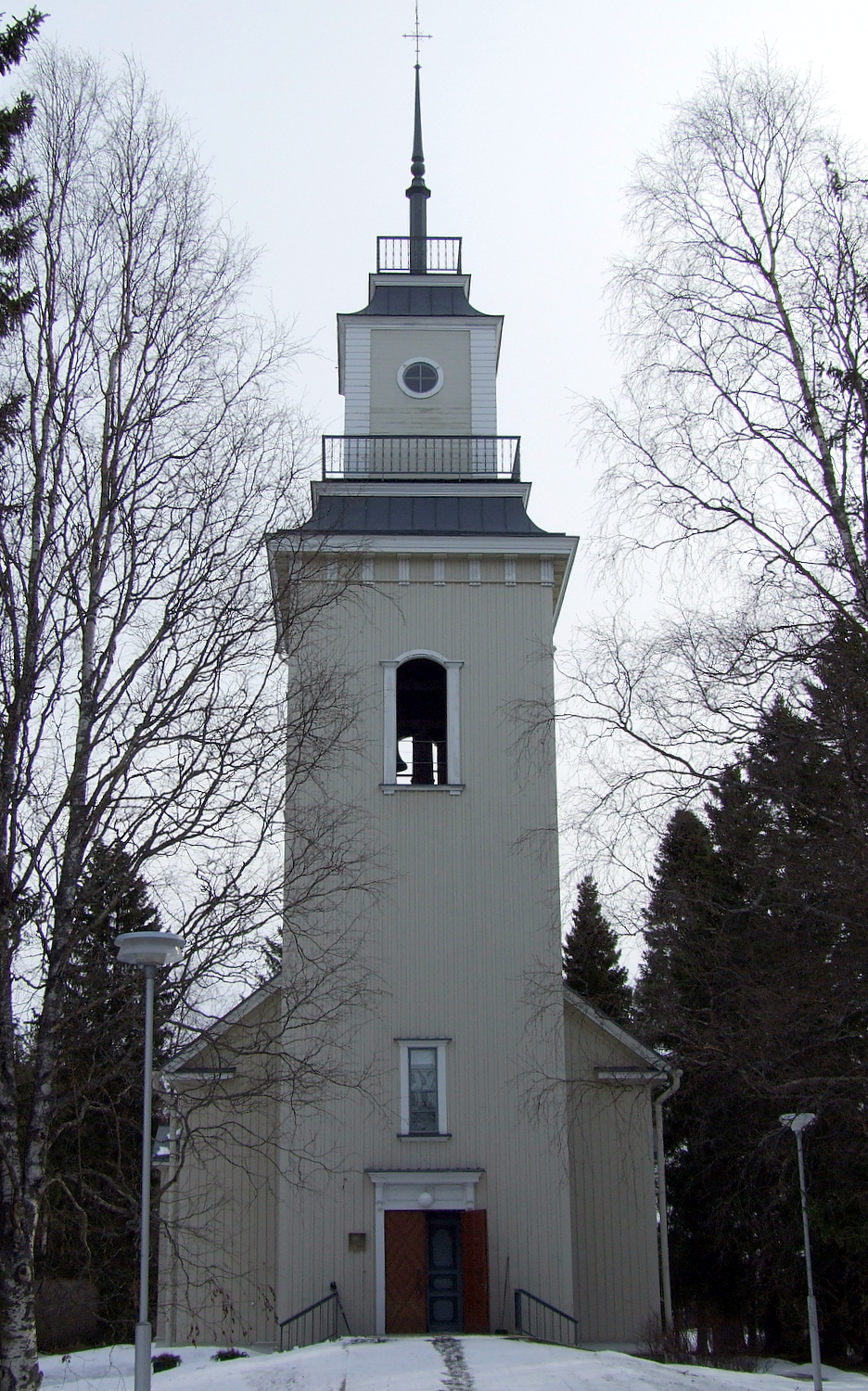
上伊鎮教堂

上伊鎮（芬蘭語：Yli-Ii）是芬蘭北博滕區一个已废置的市镇，位於該國西部伊河畔，始建於1924年，面積793.27平方公里，2013年人口2,185，人口密度為每平方公里2.84人。2013年初时连同其它市镇一起并入奥卢市。

## 外部連結
- 奥卢市官方网站（页面存档备份，存于） （文） （瑞典文） （英文）